# Шопска салата
Шопската салата е българска салата, създадена като продукт на българското държавно обединение „Балкантурист“ в средата на 50-те години на XX век.

## Продукти и приготвяне
Приготвя се от нарязани домати, краставици, пресни чушки, кромид лук, пресен магданоз и настъргано бяло саламурено сирене. Подправя се с дресинг от растителна мазнина (олио или зехтин) и евентуално, с винен или ябълков оцет. По желание може да се добави и люта чушка. Украсява се отгоре върху настърганото сирене със стрък пресен магданоз, черни маслини или малка люта чушка.
Сервира се предимно през лятото; съчетава се много добре с охладени традиционни български алкохолни напитки – ракия и мастика.

## История
Шопската салата е създадена от професионални майстори-готвачи от ДСП „Балкантурист“ през 1956 г. в ресторант „Черноморец“ в тогавашния курорт „Дружба“ (днес „Свети Константнин и Елена“). За пръв път рецептата за салатата се появява през 1956 г. в „Книга за домакинята“ под. ред. на П. Чолчева и Ал. Русева – тя съдържа всички компоненти на днешната шопска салата, с изключение на сиренето. През следващите години рецептата търпи поредица модификации – през 1970 г. в „Рецептурник по готварство и сладкарство“ са дадени четири варианта на шопската салата – с лук и сирене; без лук и със сирене; с печени чушки и със сирене; без сладки, но с люта чушка и със сирене. В началото на 70-те години на XX век печените чушки и настърганото сирене се налагат като задължителен елемент от салатата. Първоначално шопската салата се сервира в заведенията на ДСО „Балкантурист“, откъдето се налага и в домашната кухня. Утвърждава се като национален кулинарен символ през 1970-те и 1980-те години.
От България рецептата се разпространява и в кухнята на съседните Сърбия и Северна Македония. Широко е разпространена и в Румъния под името salată bulgărească (българска салата).
Шопската салата освен на Балканите е популярна в Чехия и Словакия (šopský salát), където присъства в менюто на заведенията, леко видоизменена (без печени чушки, а понякога и без лук), а в Словакия я сервират със захар.